# St. Margareta (Vussem)

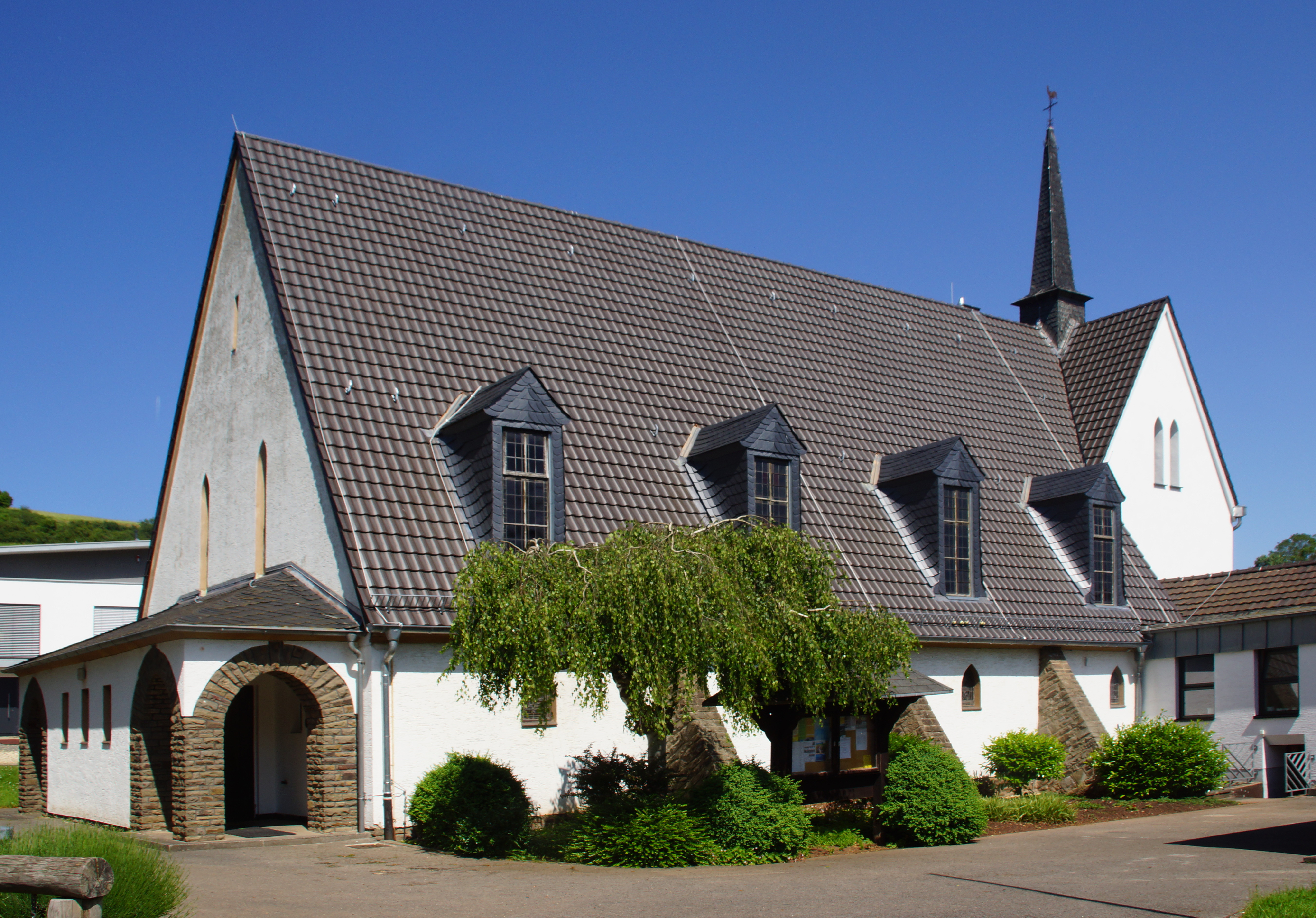
St. Margareta in Vussem

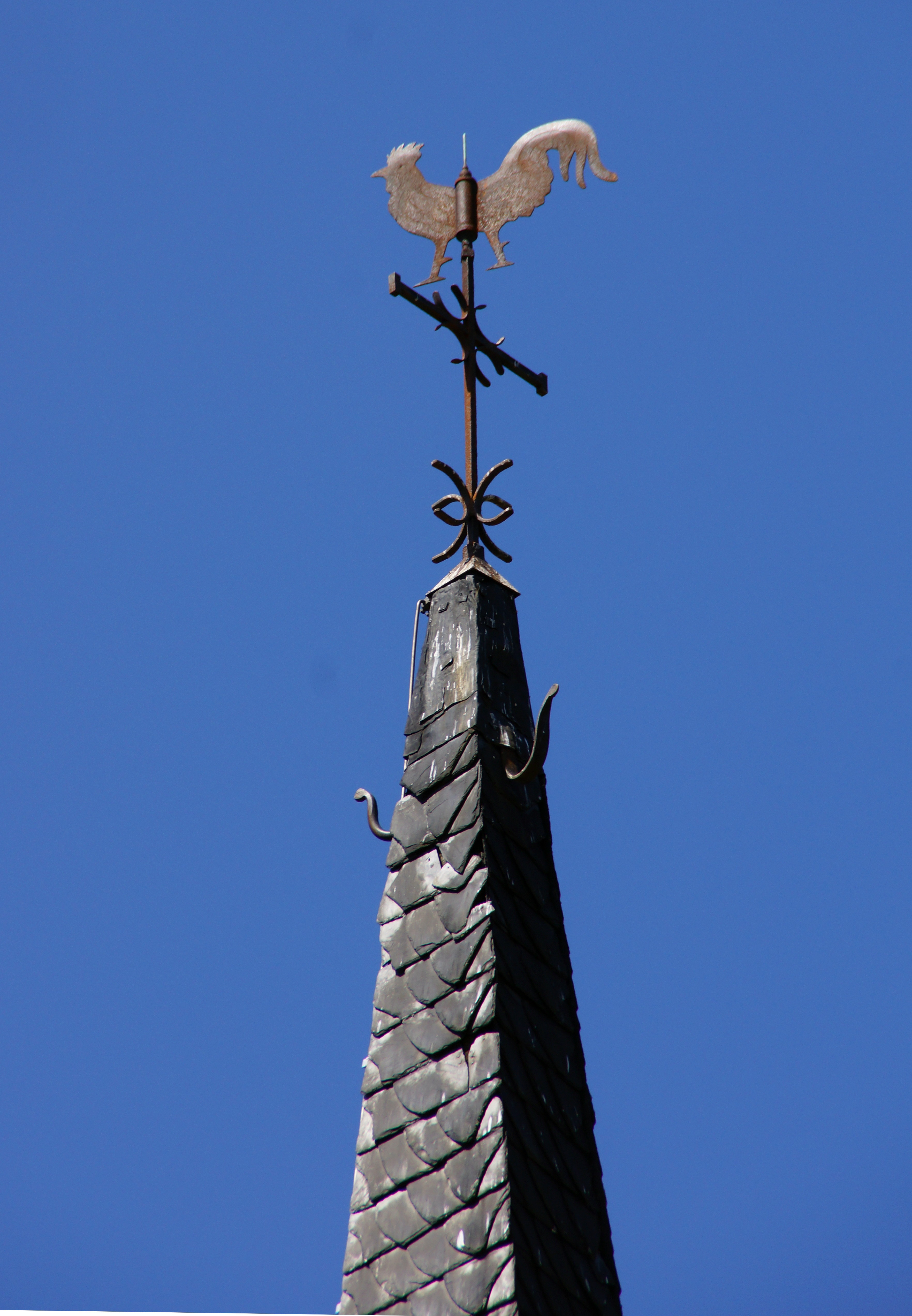
Kreuz mit Wetterhahn (Dachreiter)

St. Margareta ist eine römisch-katholische Pfarrkirche im Mechernicher Ortsteil Vussem im Kreis Euskirchen in Nordrhein-Westfalen. Sie ist der heiligen Margareta von Antiochia geweiht und unter Nummer 389 in die Liste der Baudenkmäler in Mechernich eingetragen. Zur Pfarrvikarie Vussem-Breitenbenden gehören neben Vussem auch die Orte Breitenbenden und die Neuhütte.

## Lage
St. Margareta steht am Rosenweg im nördlichen Teil von Vussem. Direkt an der Kirche vorbei fließt der Veybach.

## Geschichte
Die Pfarrvikarie Vussem-Breitenbenden wurde am 1. Oktober 1919 errichtet. Sowohl Vussem als auch Breitenbenden gehörten vorher zur Pfarre Holzheim. Damals gehörten die Orte noch zum Erzbistum Köln, seit 1930 zählen sie zum Bistum Aachen. Die Erhebung zur Pfarrvikarie und die damit verbundene Loslösung von Holzheim wurde nur durch die finanzielle Unterstützung des Industriellen Paul Girards möglich.

## Baugeschichte
Vussem ist ein noch recht junger Kirchstandort. Die Margaretenkapelle in der Ortsmitte war vermutlich das erste Gotteshaus in Vussem. Die Kapelle wurde 1804 erbaut. Mitte des 19. Jahrhunderts wurde sie zu klein für die angewachsene Bevölkerungszahl, sodass 1881 ein Kapellenbauverein gegründet wurde. Anfang des 20. Jahrhunderts richteten die Vussemer Gläubigen eine Notkirche in einer alten Fabrikhalle ein, welche 1917 benediziert wurde.
Die heutige Kirche wurde während des Zweiten Weltkrieges zwischen 1939 und 1940 nach Plänen des Aachener Architekten Karl Schmitz erbaut. Die Konsekration fand am 14. Juni 1942 statt. Im weiteren Verlauf des Krieges blieb der Bau von größeren Zerstörungen verschont.
In den 1960er Jahren wurde der Chorraum nach Plänen von Architekt Werner Geyer, Mechernich, umgestaltet. Der neue Altar wurde am 6. Juli 1967 geweiht. 2019 wurde das Dach umfassend saniert.

## Baubeschreibung
St. Margareta ist eine einschiffige Saalkirche mit spitzem Satteldach und Quergiebeln im Osten. An das Kirchenschiff schließt sich im Osten der rechteckige Chor an.

## Ausstattung
Im Innenraum haben sich die Bleiglasfenster aus der Erbauungszeit erhalten. Es sind Werke des Glasmalers Wilhelm de Graaff aus dem Jahr 1940. Ältestes Ausstattungsstück ist eine Figur der heiligen Margareta aus dem 18. Jahrhundert. Die Glocken stammen aus den Jahren 1883 (Claren Glockengießerei Sieglar) und 1896.

## Pfarrer
Folgende Priester wirkten bislang als Pfarrvikare in der Pfarrvikarie St. Margareta:
- 1918–1921: Josef Linden
- 1921–1925: Josef Hansmann
- 1925–1926: Wilhelm Sommer
- 1926–1932: Pater Theodor Lotter
- 1932–1935: Pater Heinrich Thomas
- 1935–1946: Pater Alfons Schmitz
- 1946–1950: Pater Wilhelm Finke
- 1950–1954: Pater Friedrich Ratte
- 1954–1957: Pater Franz Weßelmann
- 1957–1992: Pater Stanislaus Sobieszcyk
- 1992–1998: Bernhard Frohn
- Seit 1998: Erik Pühringer